# Augustin Ngirabatware
Augustin Ngirabatware, né le 12 janvier 1957, est un ancien ministre rwandais, condamné par Tribunal pénal international pour le Rwanda (TPIR) pour son implication dans le génocide.

## Carrière ministérielle
Augustin Ngirabatware est membre du Mouvement révolutionnaire national pour le développement (MRND), originaire de Gisenyi. Docteur en sciences économiques de l'université de Fribourg (Suisse), Ngirabatware a été enseignant à l'Université nationale du Rwanda (1986-1994) et ministre du Plan (1990-1994).
Augustin Ngirabatware était un proche des autorités françaises, « jouissant de la confiance du Président Juvénal Habyarimana [...], il était apprécié en raison de ses compétences et de sa connaissance des dossiers ».

## Pendant le génocide
Augustin Ngirabatware se réfugie avec sa famille à l'ambassade de France à Kigali entre le 7 (ou le 8) et le 12 avril 1994. Il garde son portefeuille de ministre du plan dans le Gouvernement intérimaire rwandais, formé le 8 avril.

## Procès et jugement
Il publie en septembre 2006 un livre Rwanda : Le faîte du mensonge et de l'injustice, dans lequel il affirme que le Tribunal pénal international pour le Rwanda a été « mis sur pied par l'ONU sur de fausses prémisses » et « ne peut pas rendre justice ».
Le 20 décembre 2012, ce dernier le juge coupable de génocide, incitation directe et publique à commettre le génocide et viol en tant que crime contre l’humanité et le condamne à trente-cinq ans de prison. 
En appel, il est reconnu coupable de génocide et écope d'une peine de trente ans de prison.
Du fait de cette condamnation, son épouse Félicité Mukademali, une des filles de Félicien Kabuga, se verra refuser par le Gouvernement l'octroi de la nationalité française par naturalisation,, décision qui sera ensuite confirmée par le Conseil d'État.